# Діброва (Вижницький район)
Дібро́ва — село у Брусницькій сільській громаді Вижницького району Чернівецької області України. Межує з селами Брусниця, Виноград, Остра, Кальнівці та ін.

## Історія
Історична назва села — Ляшинська. Назва походить від пана Ляшина який тут проживав. Згодом в село почали приїжати люди, народжувались діти, село розвивалось.
У 1927 році в селі побудували православну церкву.
З 24 серпня 1991 року село входить до складу незалежної України.
2020 року шляхом об'єднання сільської ради, село увійшло до складу Брусницької сільської громади.

## Сучасність
За часів СРСР побудували нову школу (а стару знесли) та дитячий садочок. Збудували церкву,(ще коли була на цих землях Ромунія) відкрили магазин, клуб (коло нього зробили дошку оголошень у 2014), автобусну зупинку тощо. За часів незалежності клуб, магазин та фельдшерський пункт (ФАП) відремонтували та збудували сучасний дитячий баскетбольний майданчик (і оновили дитячий майданчик тепер то похоже на парк) зремонтували дорогу. Зробили дачні будинки. Село активно розвивається.

## Галерея

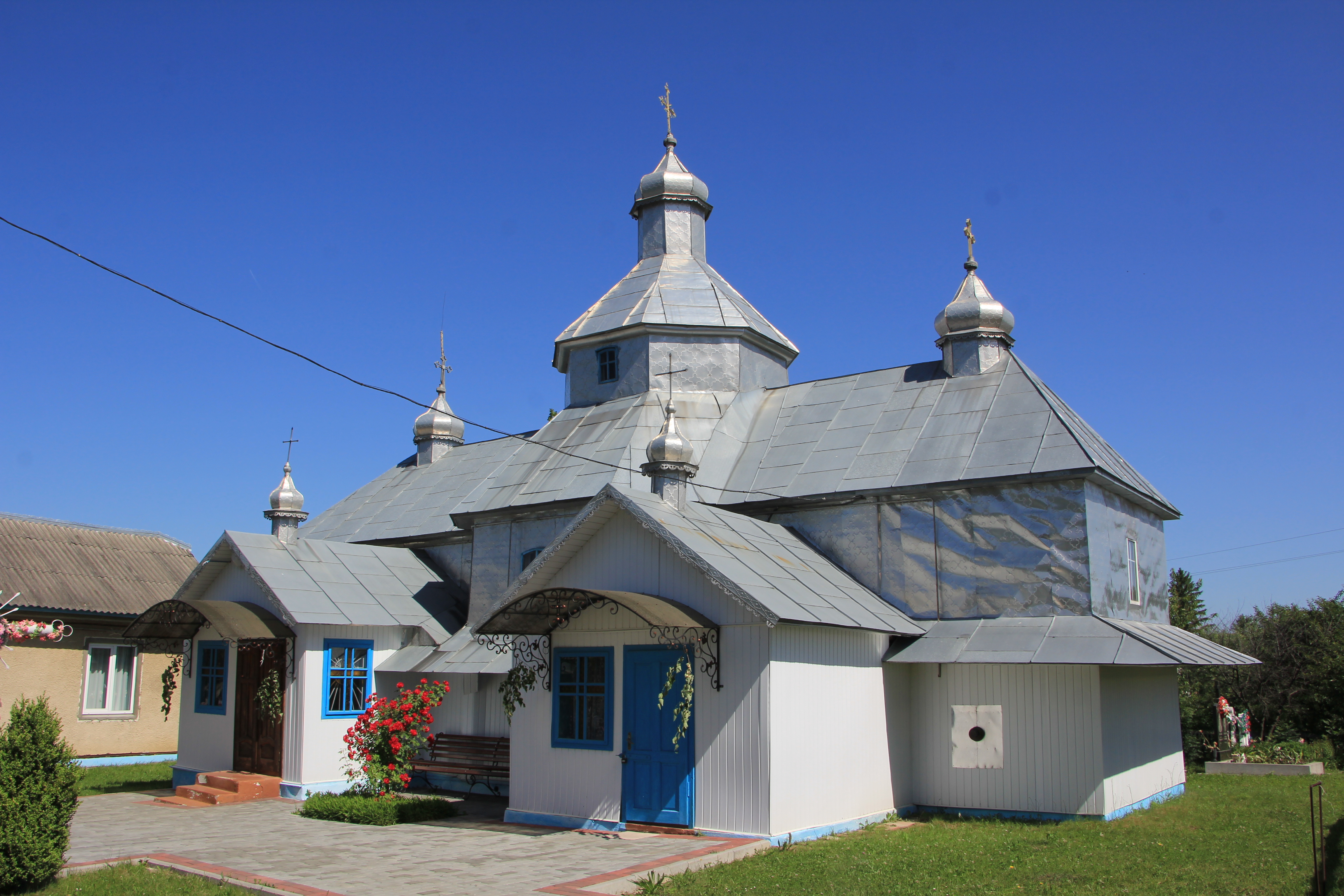
Файл:Діброва_12.jpgСтара  церква в с. Діброва
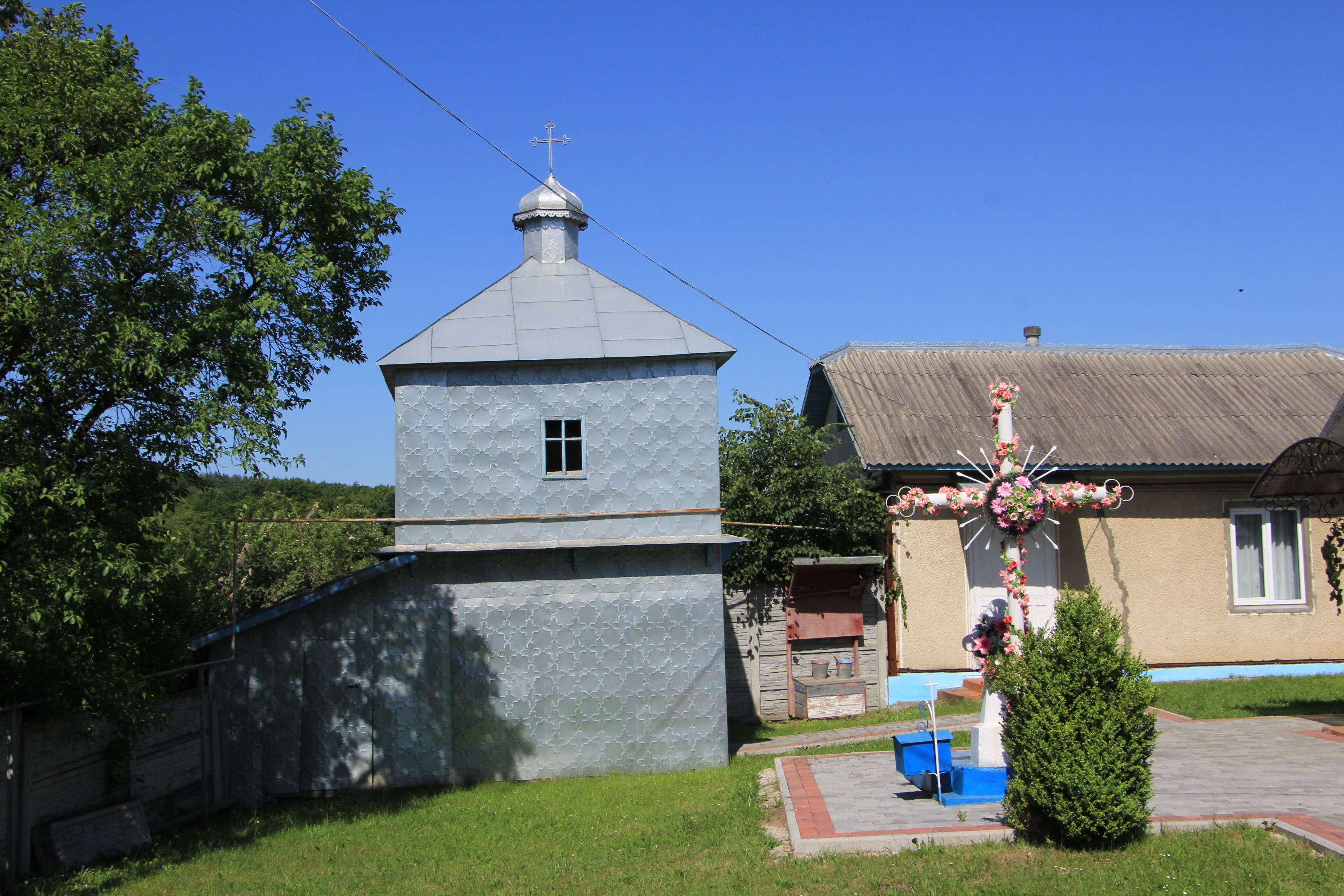
Файл:Діброва_13.jpgСтара дерев'яна церква, дзвіниця в с. Діброва
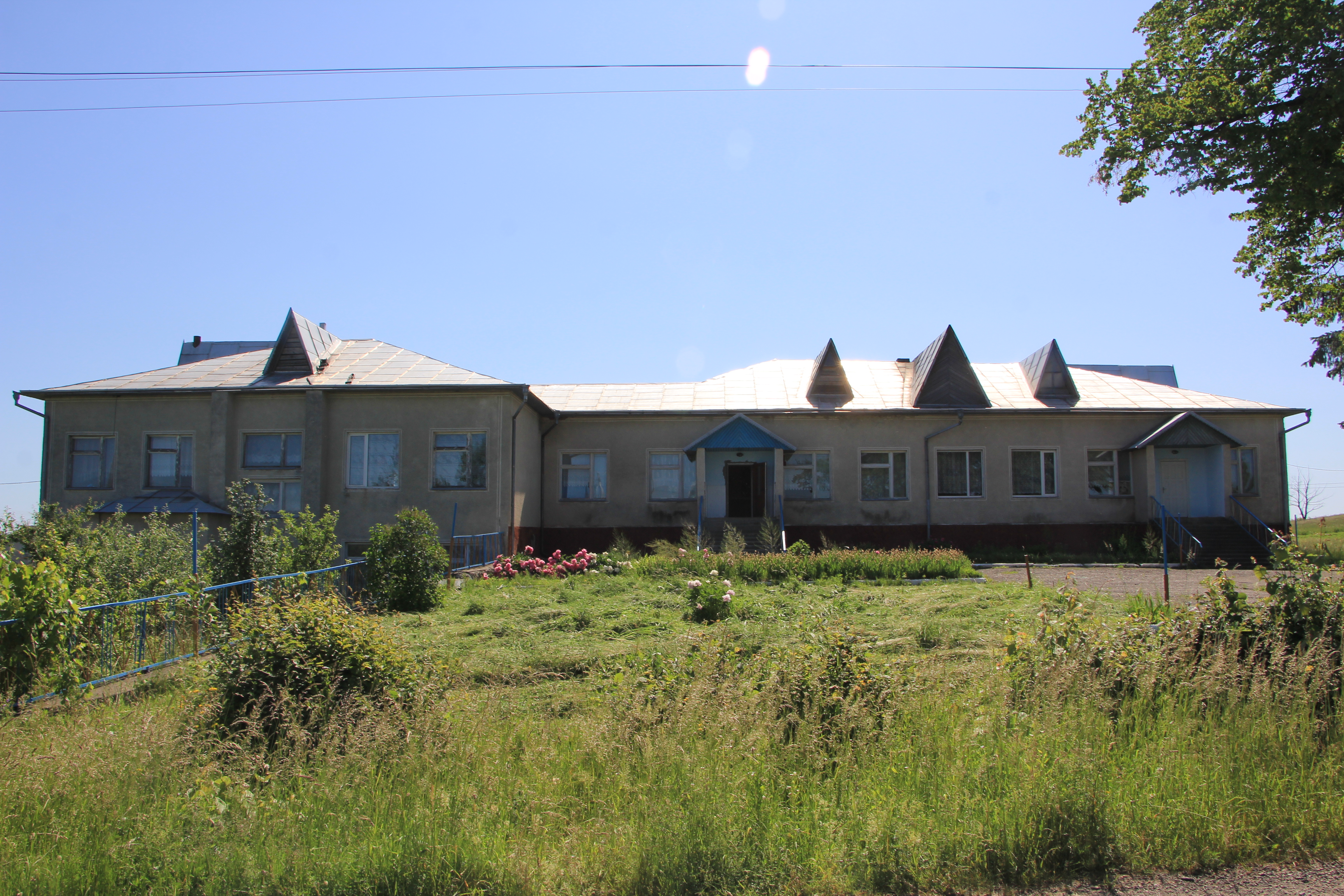
Файл:Діброва_14.jpgПочаткова школа та дитячий садочок  с. Діброва
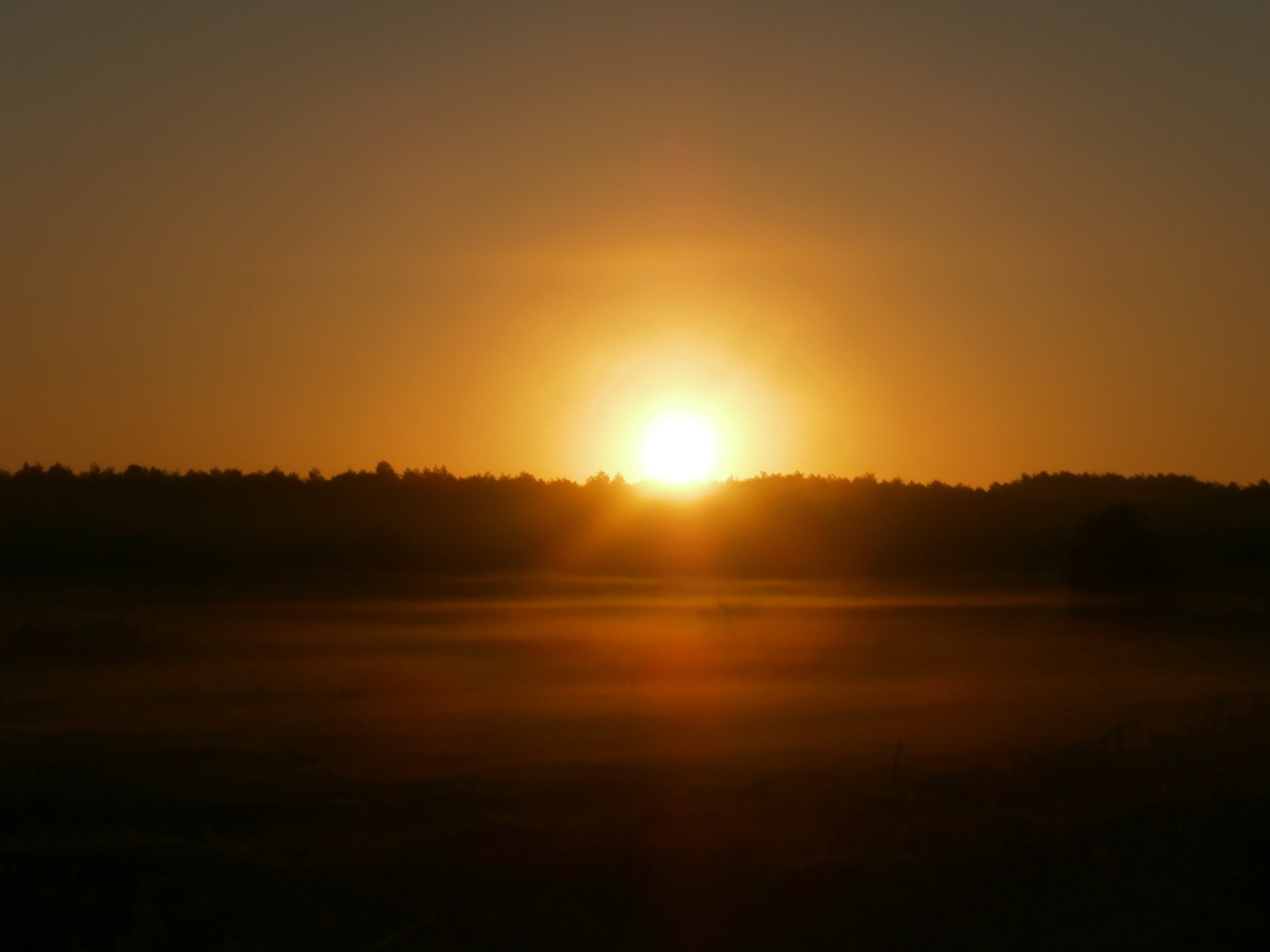
Файл:Діброва,_02.JPGЗахід сонця  с.Діброва